# Labrador (region)
 For alternative betydninger, se Labrador. (Se også artikler, som begynder med Labrador)
Labrador er en region i Canada og udgør fastlandsdelen af provinsen Newfoundland og Labrador. Labrador er adskilt af Belle Isle-strædet fra øen Newfoundland, som udgør resten af provinsen.
Labrador ligger på den østlige del af Labradorhalvøen og grænser mod vest og syd til provinsen Québec. Regionen har desuden en grænse til territoriet Nunavut på den lille ø Killiniq Island, som ligger ud for Labradors nordspids.
Indbyggertallet er 27.197 (2016), og regionen udgør med et areal på 294.330 km², hvilket er næsten syv gange så stort som Danmark. Selv om Labradors areal udgør 71 % af provinsen Newfoundland og Labrador, bor kun 8 % af befolkningen i Labrador. Den største by, Labrador City, ligger i den allervestligste del af regionen, ved grænsen til Québec.
54°N 62°V / 54°N 62°V